# 伊豆ベロドローム
伊豆ベロドローム（いずベロドローム、ラテン翻字: Izu Velodrome）は、静岡県伊豆市（旧修善寺町）に所在する自転車競技場及びサイクルサッカーのコート。日本サイクルスポーツセンター（CSC）と同じ敷地で住所も同一であるが、道路を挟み別施設となっている。

## 概略
名称であるベロドロームのベロ（Velo）はラテン語が語源のフランス語で自転車、ドローム（drome）はラテン語で競技場を意味する。
一番の特徴は、走路が木製であるということ。走路が木製仕様の自転車競技場は、日本では西宮競輪場（1949年 - 1965年。1966年以降はアスファルト仕様）と晴海ボードトラック（1956年試作）以来の3例目となるが、常設および室内の木製走路の自転車競技場としては、日本初である。
現存する日本の競輪場・自転車競技場の走路はアスファルト仕様であるが、2000年のシドニー五輪以降、トラックレースの国際大会は一般的に以下の仕様で行われている点を踏まえ、当場の開設が検討されることになった。
- 室内競技場
- 1周250メートル
- 木製仕様の走路

日本自転車競技連盟はかねて、トラックレースのみならず、ロードレース、マウンテンバイクレース、BMXについてもヴェロパークのように1箇所で強化できる拠点作りに着手しており、CSCの敷地に設置されたのは、その一環という意味合いもある。
日本自転車競技連盟からトラックレース短距離エリート強化指定選手として指定を受けた選手（主に競輪選手）の練習拠点となっているほか、隣接する日本競輪選手養成所の選手候補生も記録会などで使用することがある。なお、2019年7月には日本競輪選手養成所の敷地内にも国内2番目の室内250m木製仕様の走路を備えた「JKA250（にーごーまる）」が竣工した。こちらは主に養成所の候補生が使用するが、ナショナルチームのトレーニング拠点としても利用される予定。
2020年東京オリンピックでは自転車競技のトラックレースの開催会場となった。開催地の東京からは離れているが、新たな会場を建造するより費用が低減されるためで、承認にあたっては国際自転車競技連合（UCI）から慎重論も出ていたが2015年12月に承認された。東京オリンピックはCOVID-19流行の影響により1年延期のうえ原則として無観客で行われたが、東京から離れた本会場は大会唯一の有観客の屋内競技場となった。なお、2020年東京パラリンピックでも自転車トラックレース競技会場となったが、オリンピックと異なり無観客となった。
愛知県と名古屋市の共同開催となった2026年アジア競技大会でも、自転車トラックレース競技の会場となる予定。
中央にはサイクルサッカー用のコートがあり、観客を入れての試合が出来る。

## 施設概要
設計は2008年北京オリンピックでトラックレースの会場となった老山自転車館同様、ドイツ人のラルフ・シューマンが担当した。施設の特徴は以下の通り。
走路
- 周長 - 250m
- 最大カント（最大傾斜角度） - 45度
- 幅員 - 7.5m
- トラックにはシベリア松（en:Siberian Pine）を使用

収容人数
- 最大収容人数 - 4500人
- 観客席数 - 常設1800席・仮設1200席

建物寸法
- 長軸方向 - 119m
- 短軸方向 - 93m
- 最高部高さ - 27m

2010年5月に着工。2011年9月29日に中野浩一日本自転車競技連盟強化委員長（当時）らを招いての竣工式が行われ、同年10月1日に開場。同年同月14日から16日まで開催された全日本自転車競技選手権大会トラックレースが杮落しの開催となった。世界選手権自転車競技大会とオリンピックの開催が可能となるUCIの公認カテゴリ1にあたる設備が整えられている。

## 恒例のレース
- JOCジュニアオリンピックカップ自転車競技大会（8月）
- 全日本自転車競技選手権大会オムニアム（11月）
- 全日本選手権自転車競技大会マスターズ（11月）

## 注意点
上記の通り、幅員が7.5mしかないため、走路の間近に観客席がある。よって、迫力ある観戦が望める一方で、多くの競輪場で見られる金網はもとより、アクリル樹脂製の仕切板すらないため、特に最前列の場合、身を乗り出しての観戦は大変危険である。観客の不注意でモノを走路内に落としたりすることによって、競走中の選手に危害を及ぼしかねない可能性もあるため、常時手ぶらの状態で観戦することが肝要である。よって、観戦する側も十分な注意を払わねばならない。
以上の点については、2011年10月に開催された全日本自転車競技選手権大会でも、これに類似した内容の場内アナウンスが再三にわたって行われた。